# Jason Nevins
Jason Nevins, né le 15 décembre 1972, est un DJ, producteur et remixeur américain.

## Discographie

### Albums
- 1993 : Red/Green CD
- 2000 : Uni-Vs-Al (Universal)
- 2003 : Pushing It Hard
- 2005 : The Funk Rocker
- 2006 : Pushing It Harder: The Lost Tapes

### Mixed compilations
- 2009: Ultra.Dance, Vol. 10
- 2009: Ultra Weekend 5

### Official Remixes
- A Flock of Seagulls - I Ran
- Adam Lambert - Whataya Want From Me
- Adam Lambert - If I Had You
- Agnes - Release Me
- Amber - Just Like That
- Ameerah - The Sound of Missing You
- Anastacia - Left Outside Alone, Pieces of a Dream, Sick and Tired
- Annet Artani - Alive[disambiguation needed]
- Ashley Tisdale - It's Alright, It's OK
- Backstreet Boys - As Long As You Love Me, Helpless When She Smiles, Inconsolable, Just Want You To Know, Show Me The Meaning Of Being Lonely,Straight Through My Heart
- Blue Man Group - I Feel Love
- Bon Jovi - We Weren't Born To Follow
- Britney Spears - Break The Ice, Early Mornin', Lucky, Womanizer
- Carmen Reece - Right Here
- Céline Dion - Taking Chances
- Chris Brown - Forever, Run It!
- Christina Aguilera - Keeps Gettin' Better
- Christina Milian - Us Against the World
- Ciara featuring Justin Timberlake - Love Sex Magic
- Colbie Caillat - Fallin' for You
- Coldplay - Viva la Vida
- Cypress Hill - Insane in the Brain
- Dakota - Heart & Soul
- Dannii Minogue - Put the Needle on It, Touch Me Like That
- Darren Hayes - Pop!ular
- David Archuleta - A Little Too Not Over You, Crush
- Debi Nova - Drummer Boy
- Demi Lovato - Here We Go Again
- Donna Summer - Stamp Your Feet
- Duran Duran - (Reach Up For The) Sunrise
- Elvis Presley - Rubberneckin
- Enrique Iglesias - I Like It
- Falco - Der Kommissar
- Fergie - Big Girls Don't Cry
- Flo Rida featuring Will.i.am - In The Ayer
- Girls Aloud - The Promise
- High School Musical 2 - All Songs for High School Musical 2: Non-Stop Dance Party
- Hinder - Lips of an Angel
- House of Pain - Jump Around
- Iyaz - Replay
- Insane Clown Posse - Mr. Johnson's Head
- Janet Jackson - I Get Lonely
- Jay Sean - Down
- Jessica Mauboy - Burn
- Jessie James - Wanted
- Jo De La Rosa - U Can't Control Me
- Jonas Brothers - When You Look Me in the Eyes
- Jordin Sparks - Battlefield, One Step At A Time, Tattoo, S.O.S. (Let The Music Play)
- Jordin Sparks featuring Chris Brown - No Air
- Kat Deluna - Dance Bailalo
- Katy Perry - Hot N Cold, I Kissed a Girl, Waking Up In Vegas
- Kelly Clarkson - Because of You, Behind These Hazel Eyes, Never Again, Since U Been Gone
- Kevin Rudolf - I Made It
- Kimberley Locke - Change
- Lady Antebellum - Need You Now
- Lady Sovereign - Love Me or Hate Me
- Leona Lewis - Better in Time, Bleeding Love, Happy
- LeToya - She Ain't Got...
- LL Cool J featuring Jennifer Lopez - Control Myself
- Lola - I Can't Take It
- Lolene - Sexy People
- Madonna - Nothing Fails
- Matisse - Better Than Her
- Michael Jackson - Thriller Megamix 2008
- Michelle Williams - The Greatest
- Miley Cyrus - Fly On The Wall
- Miranda Cosgrove - Leave It All To Me
- Missy Elliott - Beep Me 911
- Moby feauring Angie Stone & MC Lyte - Jam For The Ladies
- N.E.R.D - Rock Star, She Wants to Move
- Nelly featuring Justin Timberlake - Work It
- Nelly featuring Kelly Rowland - Dilemma
- Owl City - Fireflies
- Pink - Who Knew
- Paris Hilton - Nothing In This World
- Prince - The Greatest Romance Ever Sold
- Pussycat Dolls - Buttons
- R. Kelly featuring Keri Hilson - Number One
- Ricky Martin - María
- Rihanna - SOS (Rescue Me)
- Rob Thomas - Lonely No More
- Robbie Williams- Rock DJ
- Rozalla - Are You Ready to Fly?
- Run-D.M.C. - It's Like That, It's Tricky
- The Saturdays - Ego
- Savage Garden - I Want You
- Saving Jane - Supergirl
- Sertab Erener - Here I Am
- Stacie Orrico - (There's Gotta Be) More To Life
- S Club 7 - S Club Party
- Taylor Swift - Love Story
- Thalía - Don't Look Back
- Toni Basil - Mickey
- U2 - Get On Your Boots
- Ultra Naté - Free
- Usher - Love In This Club
- Vengaboys - We Like to Party
- The Veronicas - Everything I'm Not
- Will Smith - Miami
- Wonder Girls - Nobody

### Productions
- Jason Nevins feat. Greg Nice - Candyman (Ultra)
- Jason Nevins - Open Ur Mind (Ultra)
- Jason Nevins vs. Dannii Minogue - Touch Me Like That (AATW)
- Jason Nevins feat. Holly James - Im In Heaven (Free2Air/ Edel)